# Raymond Quenedey
Raymond Quenedey, né le 24 mai 1868 à Paris 4e et mort le 18 septembre 1938 à Berne, est un historien français.

## Biographie
Raymond Quenedey est nommé capitaine au 39e régiment d'infanterie à Rouen. Il est grièvement blessé par une balle le 8 juin 1916 au bois de la Caillette près de Verdun.
Membre de l'Académie des sciences, belles-lettres et arts de Rouen (1914), Croix de guerre 1914-1918, officier de la Légion d'honneur (1920) et officier d'Académie (1921), Quenedey fut président de la Société normande d'études préhistoriques de 1922 à 1926, de la Société des amis des monuments rouennais et de la Société libre d'émulation du commerce et de l'industrie de la Seine-Inférieure. Il fut également membre de la commission des antiquités de la Seine-Inférieure, de la Société industrielle de Rouen et du Photo-club rouennais.
Son livre sur l'Habitation rouennaise lui vaut le titre de docteur ès lettres en 1926.
En 1926, la Société française d'archéologie lui décerne une médaille de vermeil lors du Congrès archéologique de France.
Il demeure 22 rue de la Chaîne puis 79 rue Thiers à Rouen.
Il meurt à la clinique Victoria à Berne et repose au cimetière monumental de Rouen.

## Distinctions
- Chevalier de la Légion d'honneur (arrêté du 4 juin 1915)[6]
- Croix de guerre 1914-1918 (1916)[7]
- Officier de la Légion d'honneur (arrêté du 2 octobre 1920)
- Officier d'académie (1921)

## Œuvres
- La Prison de Jeanne d'Arc à Rouen : étude historique et archéologique, Paris, Champion, 1923.
- La Normandie, recueil de documents d'architecture civile de l'époque médiévale au XVIIIe siècle, Paris, Contet, 1927.
- L'Habitation rouennaise, Rouen, Lestringant, 1926 ; Paris, Monfort, 1998.
- « Notes sur l'anthropologie de la région rouennaise », Bulletin de la Société normande d'études préhistoriques, t. XXV,‎ 1922-1924.